# Municipio de Silver Lake (Dakota del Sur)
El municipio de Silver Lake (en inglés: Silver Lake Township) es un municipio ubicado en el condado de Hutchinson en el estado estadounidense de Dakota del Sur. En el año 2010 tenía una población de 115 habitantes, y una densidad poblacional de 1,53 personas por kilómetro cuadrado.

## Geografía
El municipio de Silver Lake se encuentra ubicado en las coordenadas 43°27′57″N 97°27′4″O / 43.46583, -97.45111. Según la Oficina del Censo de los Estados Unidos, el municipio tiene una superficie total de 75.26 km², de la cual 73,49 km² corresponden a tierra firme y (2,36 %) 1,77 km² es agua.

## Demografía
Según el censo de 2010, había 115 personas residiendo en el municipio de Silver Lake. La densidad de población era de 1,53 hab./km². De los 115 habitantes, el municipio de Silver Lake estaba compuesto por el 99,13 % de blancos, y el 0,87 % eran de una mezcla de razas. Del total de la población, el 0,87 % eran hispanos o latinos de cualquier raza.